# Луельмо
Луельмо (ісп. Luelmo) — муніципалітет в Іспанії, у складі автономної спільноти Кастилія-і-Леон, у провінції Самора. Населення — 217 осіб (2010).
Муніципалітет розташований на відстані близько 230 км на північний захід від Мадрида, 33 км на захід від Самори.
На території муніципалітету розташовані такі населені пункти: (дані про населення за 2010 рік)
- Луельмо: 176 осіб
- Монумента: 41 особа

## Демографія
Динаміка населення (INE ):